# Pierre Méhaignerie
Pierre Méhaignerie (ur. 4 maja 1939 w Balazé) – francuski polityk, były minister w kilku rządach, wieloletni parlamentarzysta, były sekretarz generalny Unii na rzecz Ruchu Ludowego.

## Życiorys
Z wykształcenia inżynier rolnictwa, absolwent École nationale supérieure agronomique w Rennes.
W 1968 po raz pierwszy kandydował do Zgromadzenia Narodowego, przegrywając z przedstawicielem gaullistów. W 1973 wystartował ponownie w departamencie Ille-et-Vilaine, uzyskując tym razem mandat poselski. Od tego czasu do 2012 zasiadał w niższej izbie francuskiego parlamentu (z przerwami na czas pełnienia funkcji w administracji rządowej), skutecznie ubiegając się o reelekcję w kolejnych wyborach (w 1978, 1981, 1986, 1988, 1993, 1995, 1997, 2002 i 2007).
W 1979 został wybrany do Parlamentu Europejskiego, mandat europosła sprawował jednak tylko przez kilka dni. Zajmował też różne stanowiska w administracji terytorialnej. Krótko był radnym Bretanii, w okresie od 1976 do 2001 zasiadał w radzie generalnej Ille-et-Vilaine, od 1982 przez trzy kadencje jako jej przewodniczący. Od 1977 do 2020 nieprzerwanie sprawował urząd mera Vitré.
Od 1976 do 1977 był sekretarzem stanu ds. rolnictwa. Następnie wszedł w skład rządu jako minister rolnictwa. Urząd ten sprawował do 1981. Ponownie ministrem (tym razem ds. zaopatrzenia i transportu) był w latach 1986–1988. Po raz trzeci w rządzie znalazł się w 1993. W gabinecie Édouarda Balladura do 1995 zajmował stanowisko ministra stanu i ministra sprawiedliwości.
Należał przez lata do centrowej Unii na rzecz Demokracji Francuskiej, m.in. przewodniczył wchodzącemu w jej skład Centrum Demokratów Społecznych. W 2002 przystąpił do Unii na rzecz Ruchu Ludowego. Od 2004 do 2007 był jej sekretarzem generalnym, następnie do 2008 pełnił funkcję wiceprzewodniczącego UMP. W 2012 przeszedł do Unii Demokratów i Niezależnych.

## Odznaczenia i wyróżnienia
Kawaler Legii Honorowej (2013). W 1993 otrzymał tytuł Zasłużonego dla Miasta Poznania. W 2001 odznaczony Krzyżem Komandorskim Orderu Zasługi Rzeczypospolitej Polskiej.